# I. Argisti

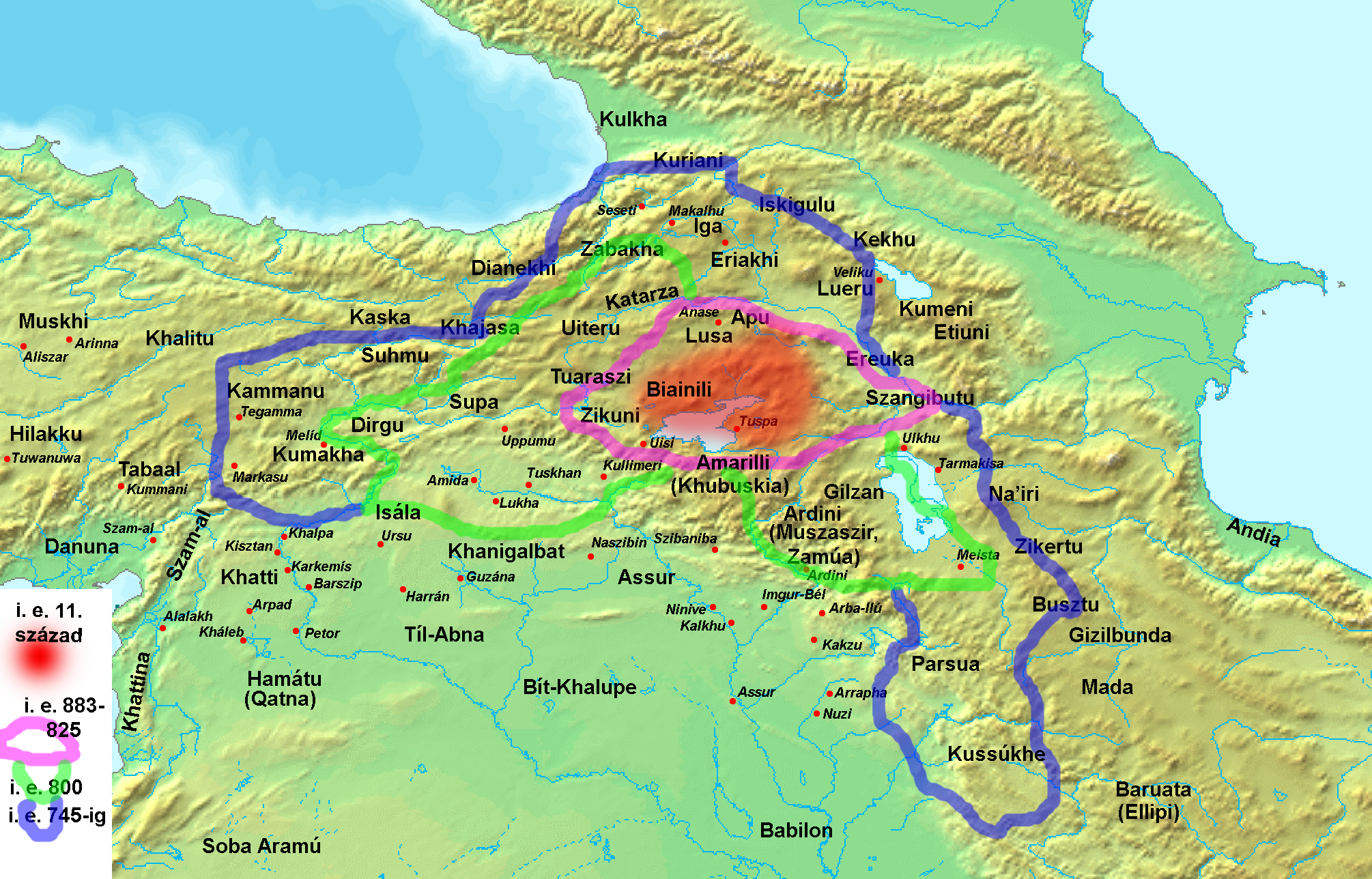
Urartu területváltozásai az i. e. 11. századtól i. e. 745-ig

I. Argisti (urartui Argišti, örmény Արգիշտի, Aɹgiʃti, Aɹkiʃdi, az asszír forrásokban Argišti vagy Argištu, ur. i. e. 785 – i. e. 763) Urartu királya, Menua király és Tariria királyné fia. Jelentős uralkodó, mind politikai, hadászati és építészeti szempontból. Nem sokkal trónra lépése után megalapította az ősi Teisebaini közelében Erebuni várát, amely ma Örményország fővárosa, Jereván. Szintén ő alapította Argistihinili (ma Armavir) erődjét, i. e. 776-ban ugyanezen a környéken.
Folytatta apja hódító politikáját. Mind északon, mind nyugaton további területeket vett birtokba. Északon elérhette a Szeván-tó mellékét is, az általa alapított erődök valószínűleg a határvédelmet szolgálták. Első hadjáratában megismételte Menua Duauehibe vezetett hadjáratát, és ezúttal már nem elégedett meg az adók szedésével, hanem a terület Urartu része lett. Ezután Kolkhisz (Kulḫa) déli határai mentén tovább haladva a Kuras völgyébe is behatolt, majd az Araksz völgyén keresztül tért haza. Ekkor alapította az Araksz bal partján Argistihinili erődjét, amely az északi hódítások új közigazgatási központja lett.
Már a következő hadászati szezonban Anatólia felé vonult, és elfoglalta Melíd (később Meliténé, ma Malatya) városát. Nyugaton és délnyugaton elérte az észak-szíriai peremvidéket, ahol az újhettita királyságok legjelentősebbjének, Hattinak szomszédja lett. Ettől kezdve Argisti évkönyvei szinte minden évben arról tudósítanak, hogy „kivonultam Ḫati országa ellen”. Urartu előtt megnyílt a lehetőség arra, hogy kijáratot szerezzen a Földközi-tengerhez, ezzel a többi környékbeli újhettita állam, így Gurgum, Kumaha és Supria is célponttá vált. Keleten Mada fejedelemségével is érintkezésbe került, az itt lakó médek valószínűleg adót fizettek neki. I. e. 774-ben a Dijála völgyében ütközött meg az asszírokkal, azaz mélyen behatolt Mezopotámiába, ekkor tulajdonképpen babiloni területen járt.
Mindezek a hódítások folytonos konfrontációt teremtettek Asszíriával, de az asszírok egyelőre nem bírtak el a friss erejű új nagyhatalommal. I. e. 785-ben vagy 784-ben Sammuramat királyné seregei Hubuskiát támadták eredménytelenül. I. e. 781-től i. e. 778-ig, majd i. e. 776-ban, i. e. 774-ben és i. e. 766-ban is háborúban állt Asszíria és Urartu, de minden összecsapás urartui győzelemmel végződött. Egyetlen csatát nyertek csak az asszírok – már ha hinni lehet Samsi-ilu asszír tábornok barszipi feliratának. Ez a felirat azonban legalább részben biztosan őszinte:

„[Argisti?] akinek a neve ugyanolyan szörnyű, mint egy rettenetes vihar, akinek hatalma mérhetetlen, aki nem hasonlítható össze bármelyik előző [királlyal?]”

– Turtan Samsiluh

Argisti azonban átvette az asszír mintájú deportálási gyakorlatot a meghódított területeken, ami már több lázadáshoz is vezetett. Argisti idején ezek még nem jártak különösebb eredménnyel, de fia, II. Szarduri uralkodásának második felére katasztrofális következményei lettek a méd és gurgumi felkelésnek.
Argisti hadjáratai nagy hadizsákmánnyal, és rengeteg rabszolga szerzésével jártak. A hadifogoly rabszolgák sorsa tulajdonképpen ismeretlen, a nemesség földbirtokain dolgozhattak, egy részüket talán letelepítette valahol, vagy az új erődök helyőrségeit szervezte meg belőlük, mint például Erebuniét, amely Jereván őse, a mai város keleti peremén fekvő Arinberd néven is ismert területen. Az is elképzelhető, hogy közvetlenül besorozott rabszolgákat a hadseregébe is. A hadseregben a meghatározó szerepet a harci szekér és a lovasság játszotta, amely az előkelőség, nemesség fegyverneme volt. A szabad parasztok a nagyobb számosságú, de kevésbé ütőképes gyalogságot alkották. A parasztkatonák is kaphattak rabszolgát, de jellemző volt, hogy közösségileg birtokolták a munkaerőt, egyes törzsek, nemzetségek, falvak kaptak rabszolgákat.
Az Argisti által sziklába vésetett horhori krónika a kor jelentős dokumentuma, az egyik leghosszabb összefüggő ókori keleti sziklafelirat. A szöveget a tuspai függőleges sziklák egyikére vésték fel.
A nyelvészek úgy vélik, hogy az Argisti név indoeurópai etimológiájú, örmény nyelven az arg fordítása: „napistenség”, „nap” (az égitest neve modern örmény nyelven Arev - Árev, nyugati örményül Areg - Áreg).[forrás?]

## Galéria

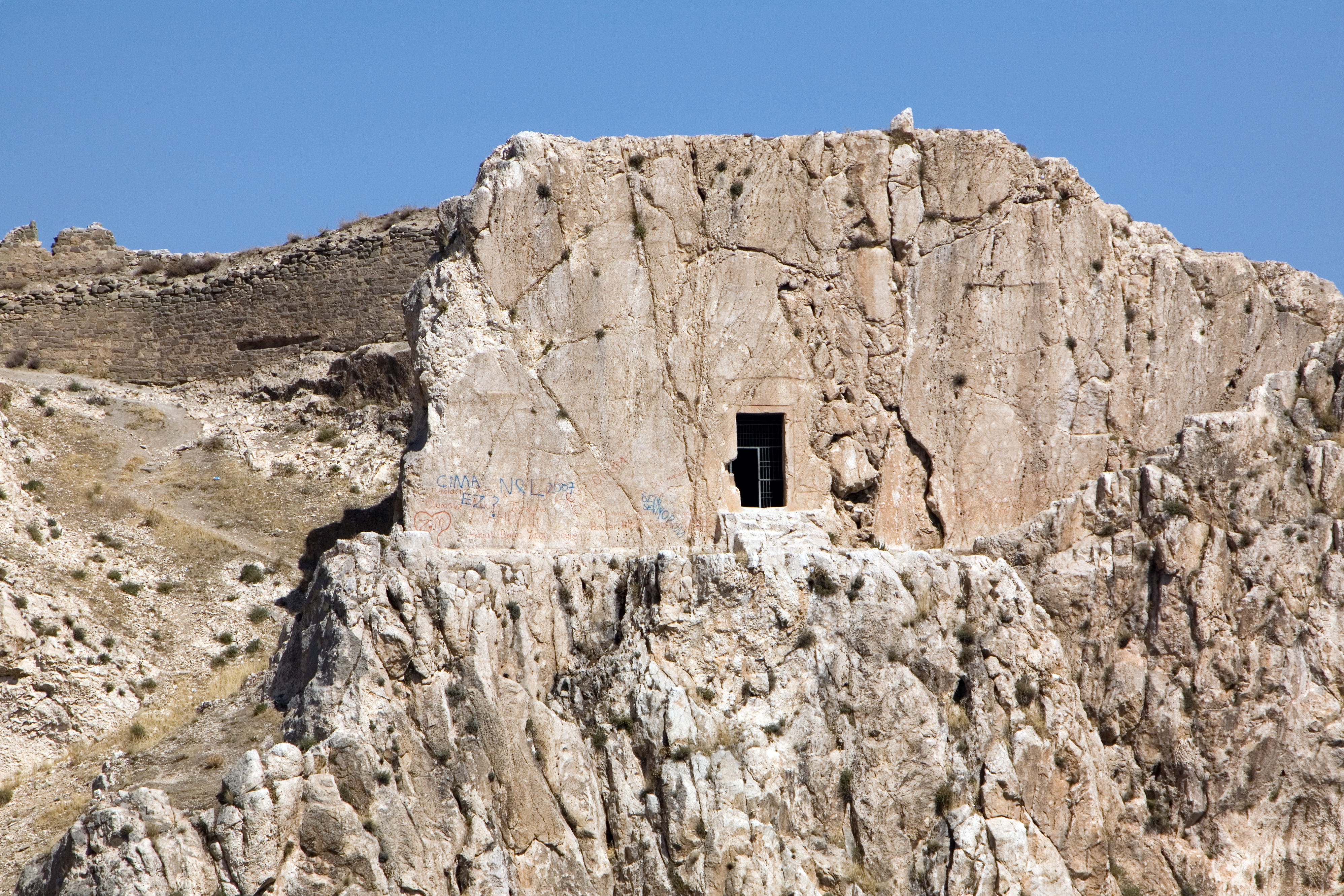
I. Argisti sírja Tuspában
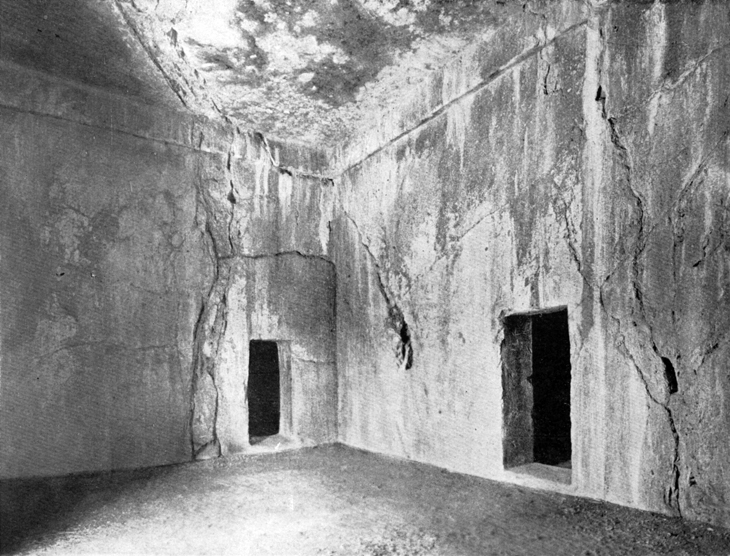
A sír belülről
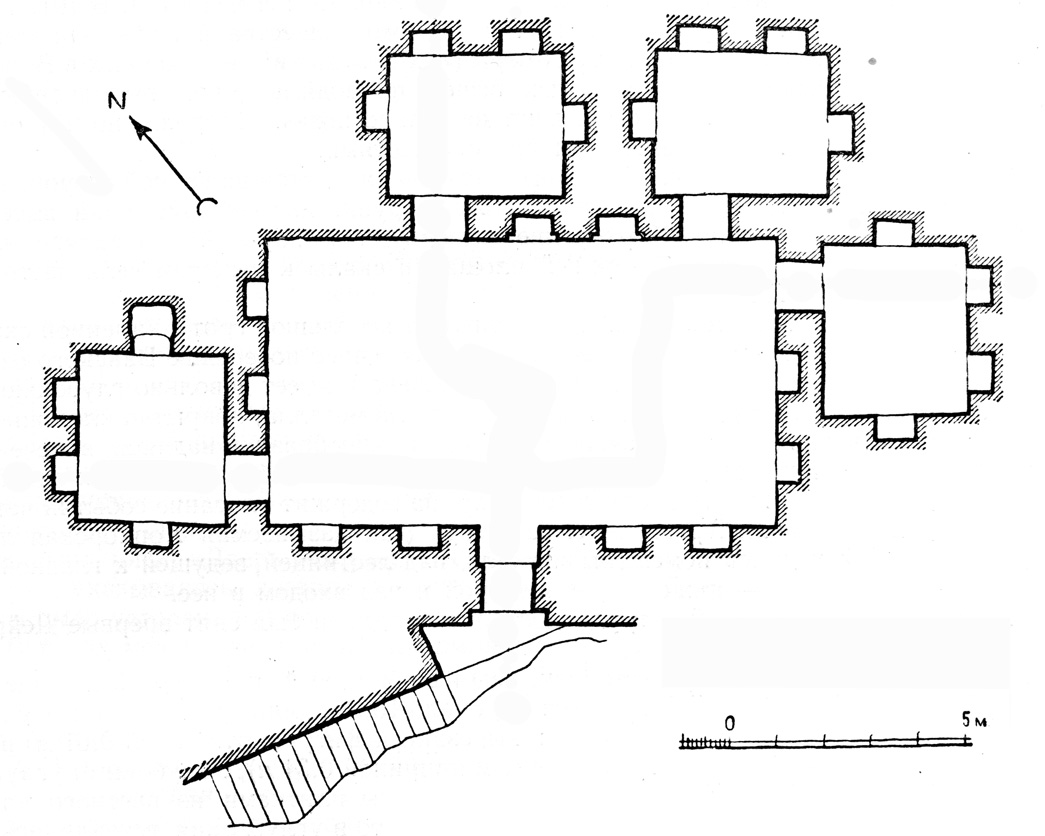
A sír alaprajza
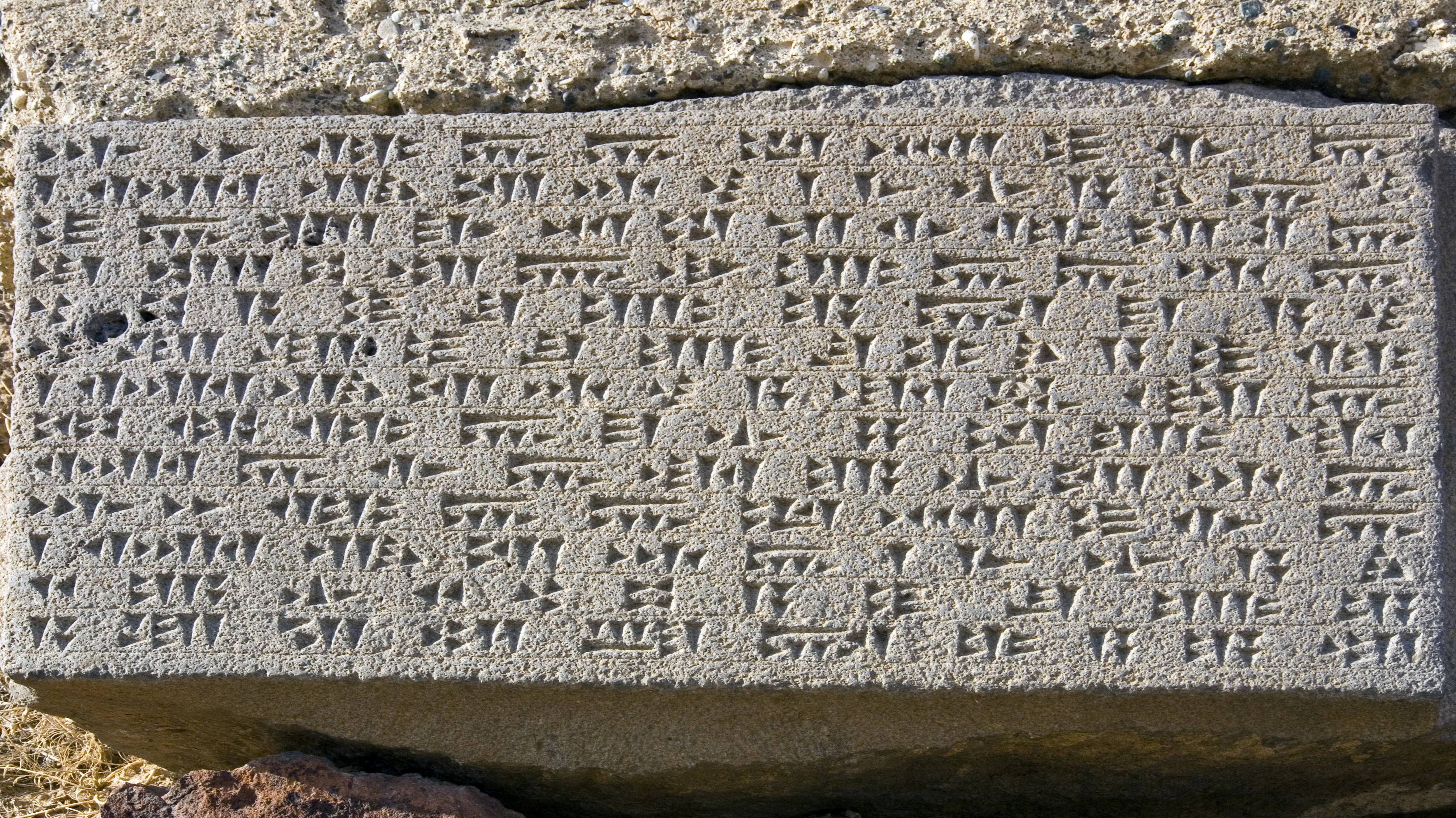
Argisti felirata Erebuniban
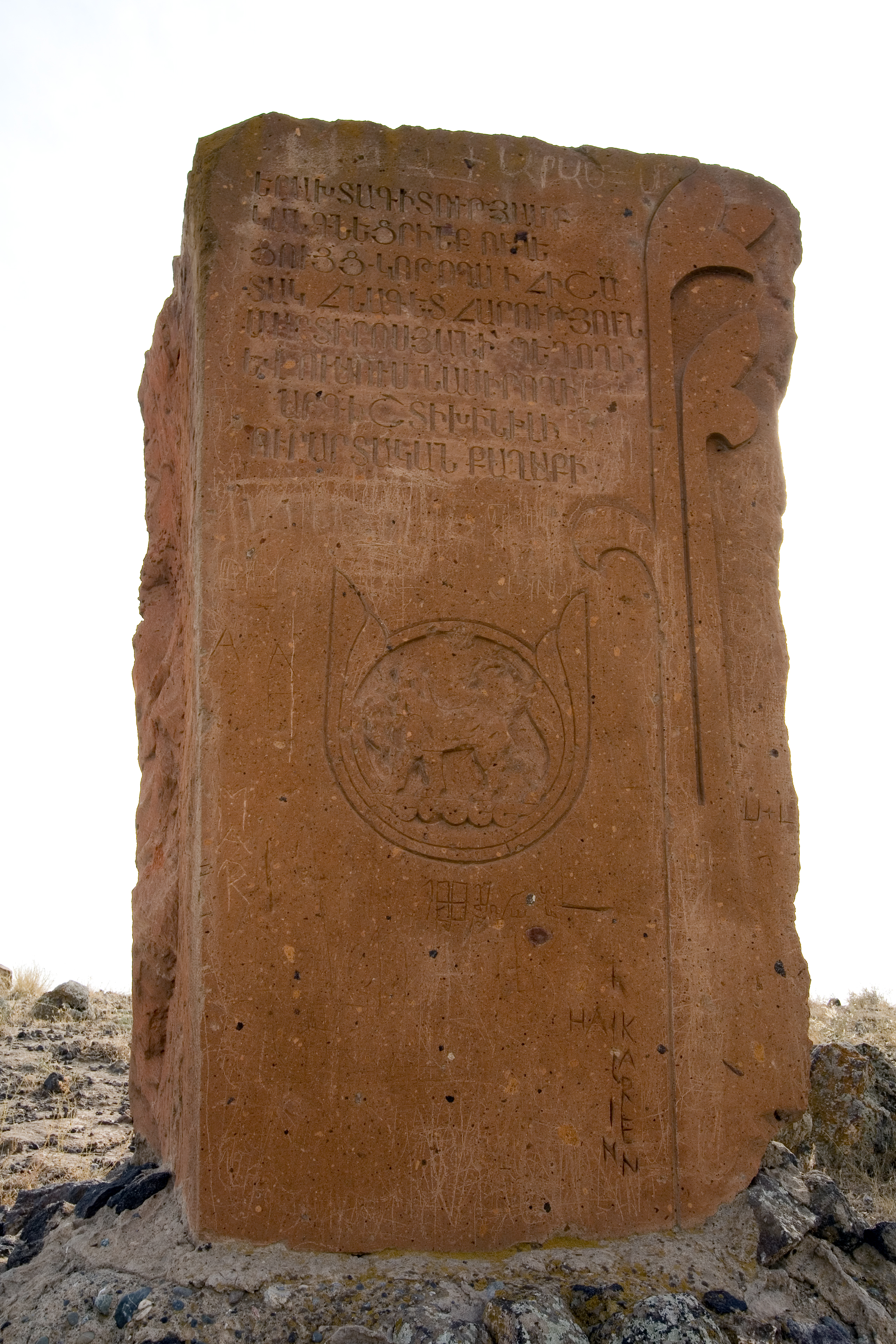
Emlékmű Argistihiniliben örmény felirattal